# Delhi Defenders
I Delhi Defenders sono stati una squadra di football americano di Delhi, in India, fondata nel 2011.

## Dettaglio stagioni

### Tornei nazionali

#### Campionato

##### EFLI
| Stagione | regular season | regular season | regular season | regular season | regular season | regular season | playoff | playoff | playoff | playoff | playoff | playoff    | playoff       |
|          | Vin            | Par            | Per            | Tot            | PF             | PS             | Vin     | Per     | Tot     | PF      | PS      | risultato  | avversaria    |
| -------- | -------------- | -------------- | -------------- | -------------- | -------------- | -------------- | ------- | ------- | ------- | ------- | ------- | ---------- | ------------- |
| 2012     | 4              | 0              | 2              | 6              | 96             | 55             | 1       | 1       | 2       | 22      | 20      | Elite Bowl | Pune Marathas |
| Totale   | 4              | 0              | 2              | 6              | 96             | 55             | 1       | 1       | 2       | 22      | 20      |            |               |

Fonti: Enciclopedia del Football - A cura di Roberto Mezzetti

### Riepilogo fasi finali disputate
| Anno             | Luogo | Evento | Fase del torneo | Incontro                        | Risultato |
| 10 novembre 2012 |       | EFLI   | Elite Bowl      | Delhi Defenders - Pune Marathas | 0 - 6     |